# Даг Лі
Даг Лі (англ. Doug Lea) є професором комп'ютерних наук в Національному Університеті Нью Йорку в Освіго. Він автор книг, статей, та специфікацій, пов'язаних зі стандартизацією ООП в сфері програмування та різноманітних технік роздільного, паралельного програмування. Даг Лі є автором декількох широко викрустовуваних пакетів програмування та компонентів, а також пакету '''java.base.util.concurrent''' для паралельного програмування в Java.

## Публікацї
- Співучасть в онлайн публікації Concurrent Programming in Java: Design Principles and Patterns, (second edition) від 1 листопада, 1999 року автора Едісон-Уеслі[2].
- HTML публікація книги Object Oriented System Development, авторів Dennis de Champeaux, та Пенелопи Фауре, 1993 року.
- Java Concurrency in Practice автора Брайана Гоетца та Тіма Пейєрлса, Джошуа Блоха, Девіда Хоулмса 2006 року[3].

## Нагороди
В 2010 році Даг Лі одержав нагороду Dahl-Nygaard Prize.
В 2013 році він став членом Fellow of the Association for Computing Machinery.

## References
1. ↑  Concurrency JSR-166 Interest Site. gee.cs.oswego.edu. Процитовано 26 лютого 2023.
2. ↑  Doug Lea's Workstation. gee.cs.oswego.edu. Процитовано 26 лютого 2023.
3. ↑  Java Concurrency in Practice. jcip.net. Процитовано 26 лютого 2023.
4. ↑  The AITO Dahl-Nygaard Prize Winners for 2010.  Association Internationale pour les Technologies Objets . Процитовано 7 грудня 2022.
5. ↑  ACM Names Fellows for Computing Advances that Are Transforming Science and Society [Архівовано 2017-09-15 у Wayback Machine.], Association for Computing Machinery, accessed 2013-12-10.